# Les Billaux
Les Billaux est une commune du Sud-Ouest de la France, située dans le département de la Gironde en région Nouvelle-Aquitaine.
Ses habitants sont les Billaudais et Billaudaises.

## Géographie

### Localisation
Aux portes de Libourne, cette commune d'environ 626 ha est limitée par l'Isle au nord-ouest et par la Barbanne au nord-est.
Le village est au cœur des vignobles de Saint-Emilion et des vignobles de Pomerol, à 30 minutes de Bordeaux en voiture.
Sa situation, à proximité des voies de communication importantes telles la départementale 910bis et 18 e ainsi que l'A89, permet de se diriger vers :
- Paris par Angoulême, Poitiers et Tours ;
- la Côte de Beauté, par Saint-André-de-Cubzac ;
- l'Aquitaine et Lyon, l'Auvergne et la Suisse grâce à l'A89.

Sa vocation agricole est caractérisée par les cultures maraîchères, les pépinières et la production de vin d'AOC « Bordeaux » et « Bordeaux supérieur ».

### Communes limitrophes
Les communes limitrophes sont  Galgon, Lalande-de-Pomerol, Libourne, Saillans, Saint-Denis-de-Pile et Savignac-de-l'Isle.
| Galgon   | Savignac-de-l'Isle | Saint-Denis-de-Pile |
| Saillans | des Billaux        | Lalande-de-Pomerol  |
|          | Libourne           |                     |

### Climat
Pour des articles plus généraux, voir Climat de la Nouvelle-Aquitaine et Climat de la Gironde.
Historiquement, la commune est exposée à un climat océanique aquitain.  
En 2020, Météo-France publie une typologie des climats de la France métropolitaine dans laquelle la commune est exposée à un climat océanique et est dans la région climatique  Aquitaine, Gascogne, caractérisée par une pluviométrie abondante au printemps, modérée en automne, un faible ensoleillement au printemps, un été chaud (19,5 °C), des vents faibles, des brouillards fréquents en automne et en hiver et des orages fréquents en été (15 à 20 jours).
Pour la période 1971-2000, la température annuelle moyenne est de 12,9 °C, avec une amplitude thermique annuelle de 14,9 °C. Le cumul annuel moyen de précipitations est de 857 mm, avec 11,6 jours de précipitations en janvier et 6,8 jours en juillet. Pour la période 1991-2020, la température moyenne annuelle observée sur la station météorologique la plus proche, située sur la commune de Saint-Émilion à 9 km à vol d'oiseau, est de 13,9 °C et le cumul annuel moyen de précipitations est de 798,1 mm,. Pour l'avenir, les paramètres climatiques de la commune estimés pour 2050 selon différents scénarios d’émission de gaz à effet de serre sont consultables sur un site dédié publié par Météo-France en novembre 2022.

## Urbanisme

### Typologie
Au 1er janvier 2024, Les Billaux est catégorisée ceinture urbaine, selon la nouvelle grille communale de densité à sept niveaux définie par l'Insee en 2022.
Elle appartient à l'unité urbaine de Libourne, une agglomération intra-départementale regroupant dix  communes, dont elle est une commune de la banlieue,,. Par ailleurs la commune fait partie de l'aire d'attraction de Libourne, dont elle est une commune de la couronne,. Cette aire, qui regroupe 24 communes, est catégorisée dans les aires de 50 000 à moins de 200 000 habitants,.

### Occupation des sols

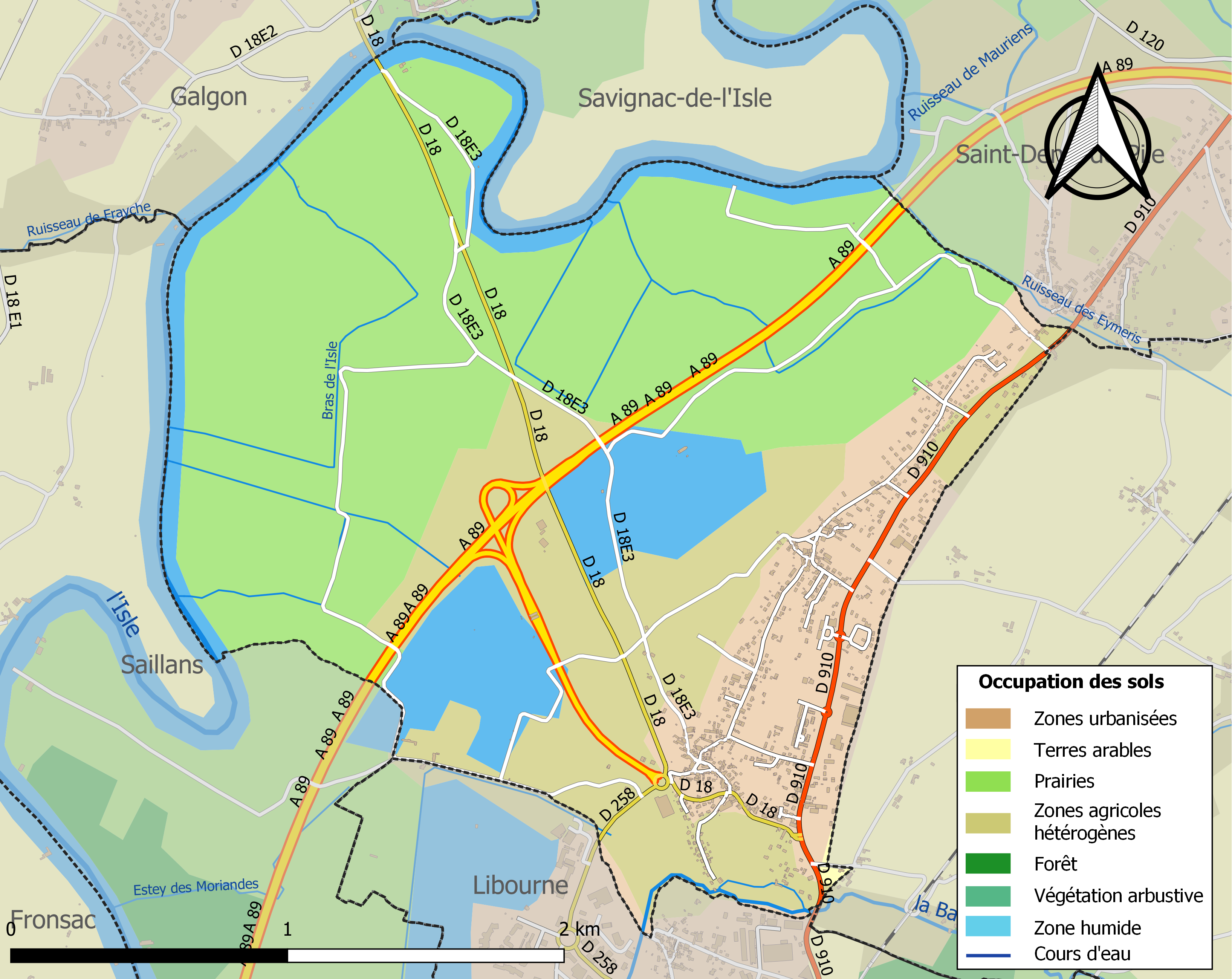
Carte des infrastructures et de l'occupation des sols de la commune en 2018 (CLC).

L'occupation des sols de la commune, telle qu'elle ressort de la base de données européenne d’occupation biophysique des sols Corine Land Cover (CLC), est marquée par l'importance des territoires agricoles (72,1 % en 2018), en diminution par rapport à 1990 (82,9 %). La répartition détaillée en 2018 est la suivante : 
prairies (51,1 %), zones agricoles hétérogènes (20,9 %), eaux continentales (14 %), zones urbanisées (13,6 %), zones industrielles ou commerciales et réseaux de communication (0,3 %), cultures permanentes (0,2 %). L'évolution de l’occupation des sols de la commune et de ses infrastructures peut être observée sur les différentes représentations cartographiques du territoire : la carte de Cassini (XVIIIe siècle), la carte d'état-major (1820-1866) et les cartes ou photos aériennes de l'IGN pour la période actuelle (1950 à aujourd'hui).

### Risques majeurs
Le territoire de la commune des Billaux est vulnérable à différents aléas naturels : météorologiques (tempête, orage, neige, grand froid, canicule ou sécheresse), inondations et séisme (sismicité faible). Il est également exposé à un risque technologique, la rupture d'un barrage. Un site publié par le BRGM permet d'évaluer simplement et rapidement les risques d'un bien localisé soit par son adresse soit par le numéro de sa parcelle.

#### Risques naturels
Certaines parties du territoire communal sont susceptibles d’être affectées par le risque d’inondation par débordement de cours d'eau, notamment l'Isle et la Barbanne. La commune a été reconnue en état de catastrophe naturelle au titre des dommages causés par les inondations et coulées de boue survenues en 1982, 1986, 1993, 1999, 2009 et 2021,.

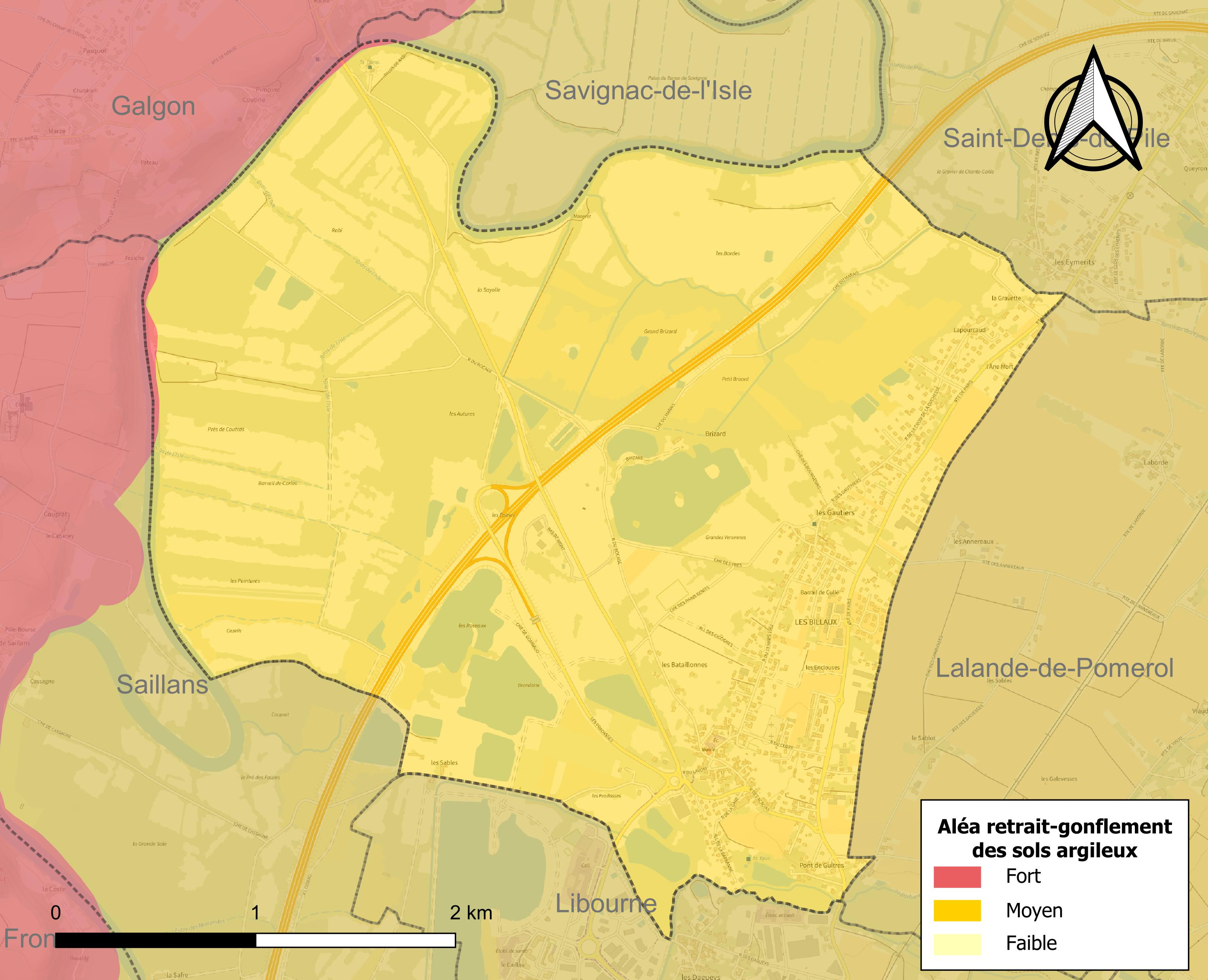
Carte des zones d'aléa retrait-gonflement des sols argileux des Billaux.

Le retrait-gonflement des sols argileux est susceptible d'engendrer des dommages importants aux bâtiments en cas d’alternance de périodes de sécheresse et de pluie. La totalité de la commune est en aléa moyen ou fort (67,4 % au niveau départemental et 48,5 % au niveau national). Sur les 468 bâtiments dénombrés sur la commune en 2019,  468 sont en aléa moyen ou fort, soit 100 %, à comparer aux 84 % au niveau départemental et 54 % au niveau national. Une cartographie de l'exposition du territoire national au retrait gonflement des sols argileux est disponible sur le site du BRGM,.
Par ailleurs, afin de mieux appréhender le risque d’affaissement de terrain, l'inventaire national des cavités souterraines permet de localiser celles situées sur la commune.
Concernant les mouvements de terrains, la commune a été reconnue en état de catastrophe naturelle au titre des dommages causés par des mouvements de terrain en 1999.

#### Risques technologiques
La commune est en outre située en aval du  barrage de Bort-les-Orgues, un ouvrage sur la Dordogne de classe A soumis à PPI, disposant d'une retenue de 477 millions de mètres cubes. À ce titre elle est susceptible d’être touchée par l’onde de submersion consécutive à la rupture de cet ouvrage.

## Toponymie
Vu la fréquence du nom et de ses variantes, le rapport avec une bille de bois semble difficilement acceptable. Il doit s'agir d'un nom de personne d'origine germanique : soit Biliwald, racine bili (doux, aimable), soit une aphérèse de Robillaud, diminutif de Robert[réf. nécessaire].

## Histoire
L'ancien nom de la paroisse était Saint-Georges de Guîtres.

## Politique et administration

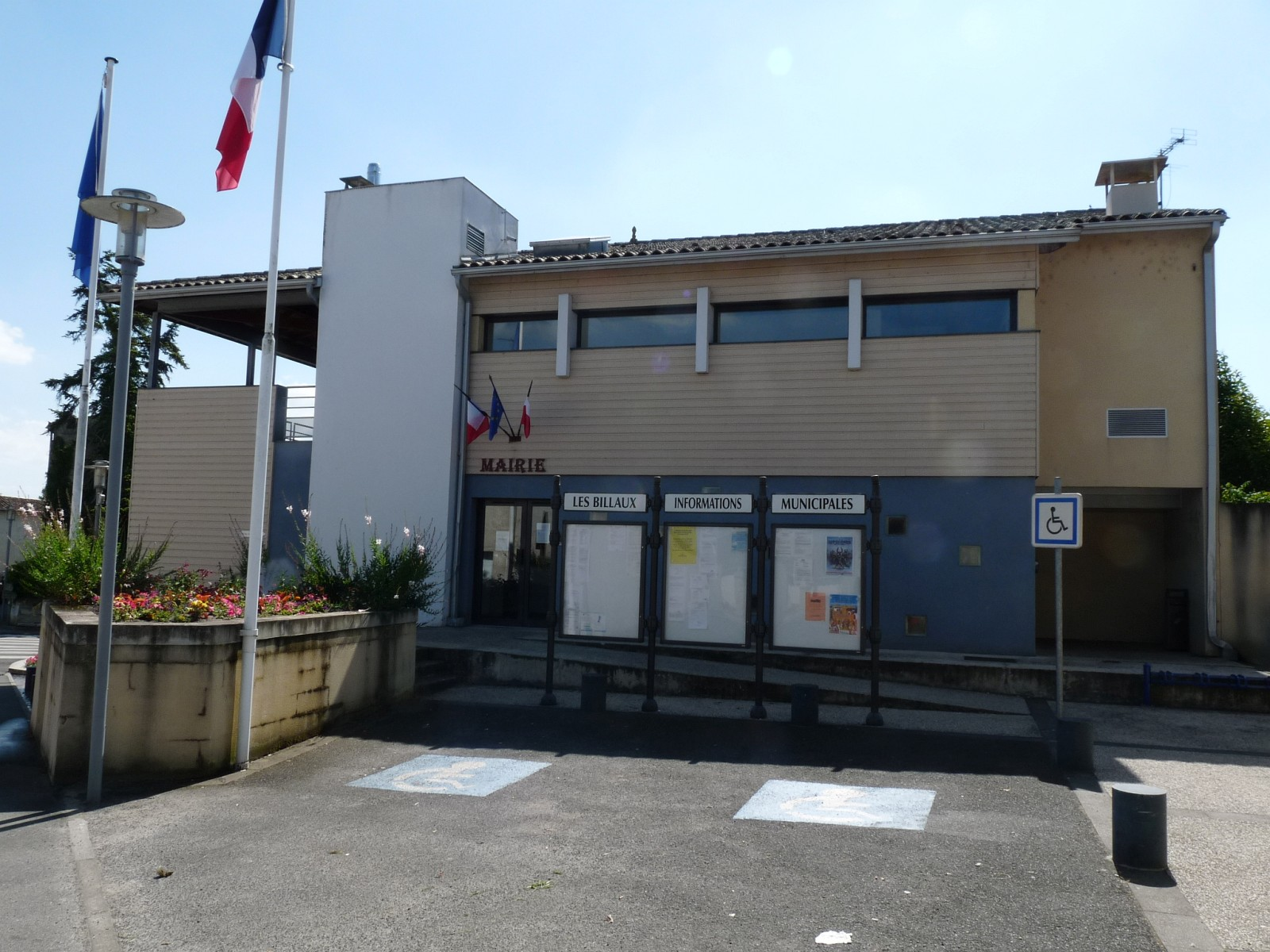
La mairie

| Période                                  | Période   | Identité        | Étiquette | Qualité |
| ---------------------------------------- | --------- | --------------- | --------- | ------- |
| mars 1989                                | mars 2001 | Annie Namin     | PCF       |         |
| mars 2001                                | En cours  | Michel Millaire | PS        | Employé |
| Les données manquantes sont à compléter. |           |                 |           |         |

## Démographie
L'évolution du nombre d'habitants est connue à travers les recensements de la population effectués dans la commune depuis 1793. Pour les communes de moins de 10 000 habitants, une enquête de recensement portant sur toute la population est réalisée tous les cinq ans, les populations de référence des années intermédiaires étant quant à elles estimées par interpolation ou extrapolation. Pour la commune, le premier recensement exhaustif entrant dans le cadre du nouveau dispositif a été réalisé en 2004.

En 2022, la commune comptait 1 163 habitants, en évolution de −4,04 % par rapport à 2016 (Gironde : +6,91 %, France hors Mayotte : +2,11 %).
| 1793 | 1800 | 1806 | 1821 | 1831 | 1836 | 1841 | 1846 | 1851 |
| ---- | ---- | ---- | ---- | ---- | ---- | ---- | ---- | ---- |
| 411  | 427  | 467  | 471  | 490  | 481  | 481  | 522  | 473  |

| 1856 | 1861 | 1866 | 1872 | 1876 | 1881 | 1886 | 1891 | 1896 |
| ---- | ---- | ---- | ---- | ---- | ---- | ---- | ---- | ---- |
| 491  | 440  | 446  | 441  | 449  | 473  | 470  | 455  | 459  |

| 1901 | 1906 | 1911 | 1921 | 1926 | 1931 | 1936 | 1946 | 1954 |
| ---- | ---- | ---- | ---- | ---- | ---- | ---- | ---- | ---- |
| 446  | 467  | 503  | 421  | 443  | 421  | 401  | 417  | 417  |

| 1962 | 1968 | 1975 | 1982 | 1990 | 1999 | 2004 | 2006 | 2009  |
| ---- | ---- | ---- | ---- | ---- | ---- | ---- | ---- | ----- |
| 441  | 582  | 721  | 707  | 809  | 816  | 903  | 930  | 1 101 |

| 2014  | 2019  | 2022  | - | - | - | - | - | - |
| ----- | ----- | ----- | - | - | - | - | - | - |
| 1 180 | 1 148 | 1 163 | - | - | - | - | - | - |

## Équipements, services et vie locale

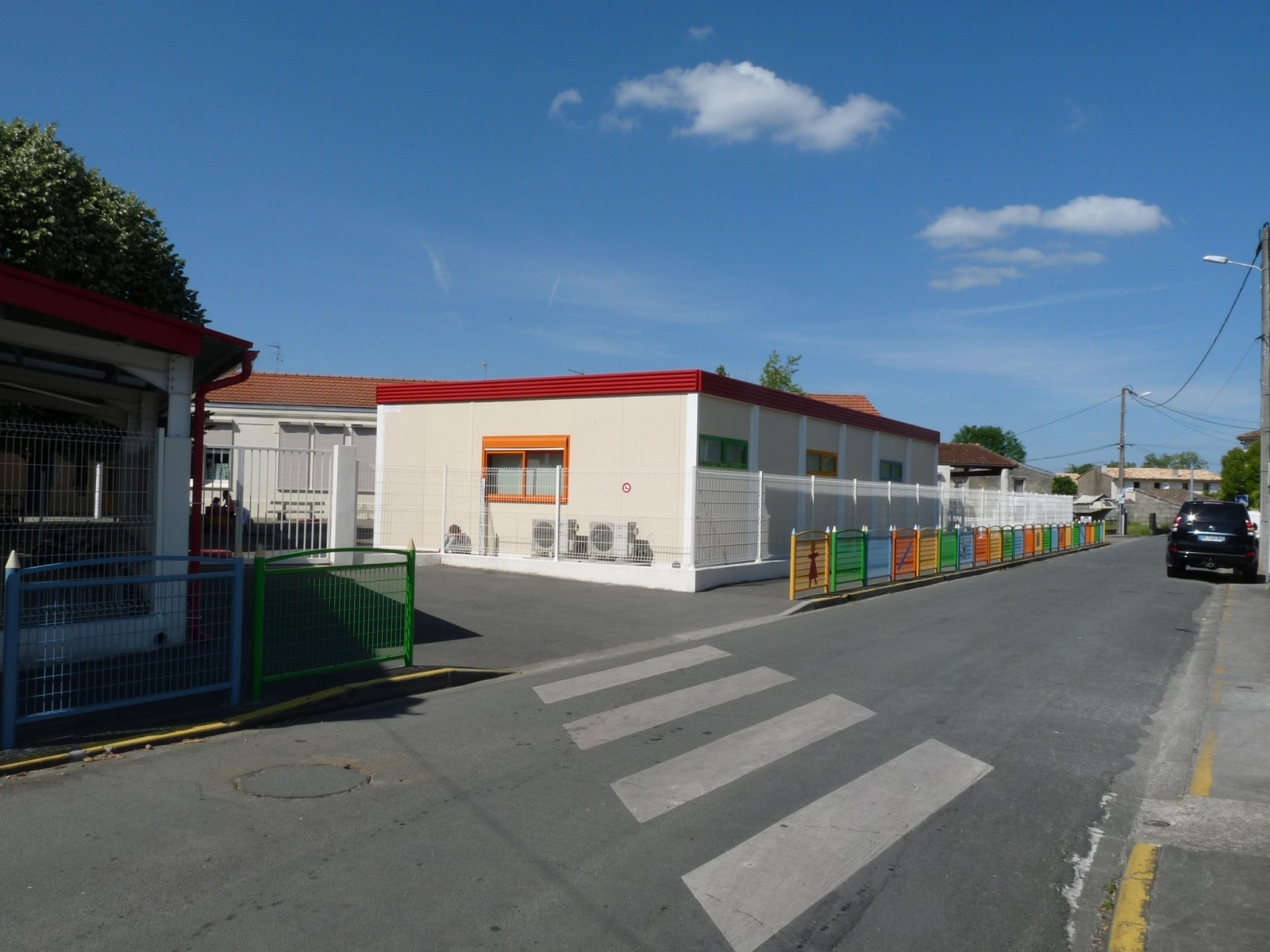
L'école, au bourg
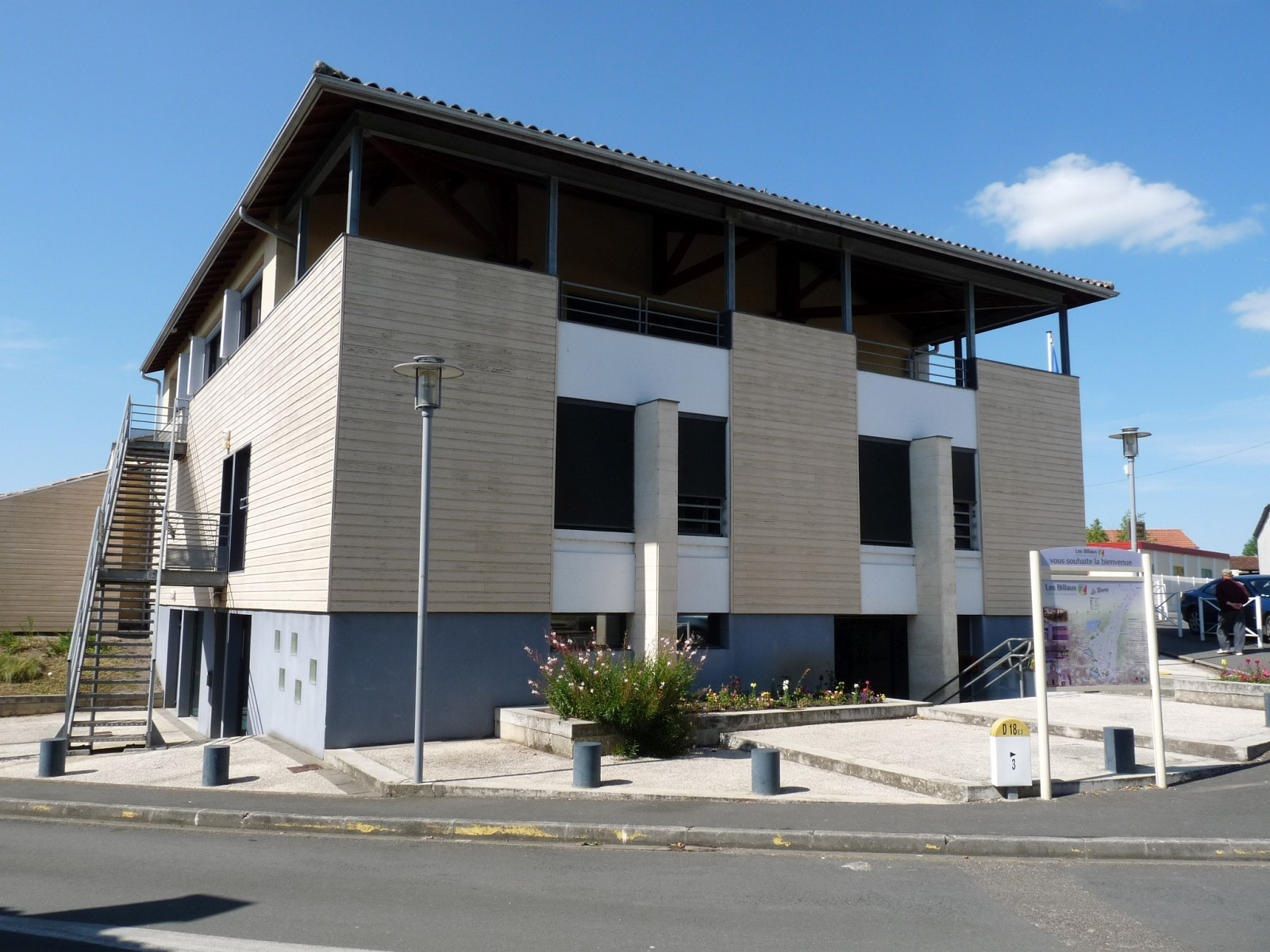
La salle des fêtes et centre culturel

## Lieux et monuments

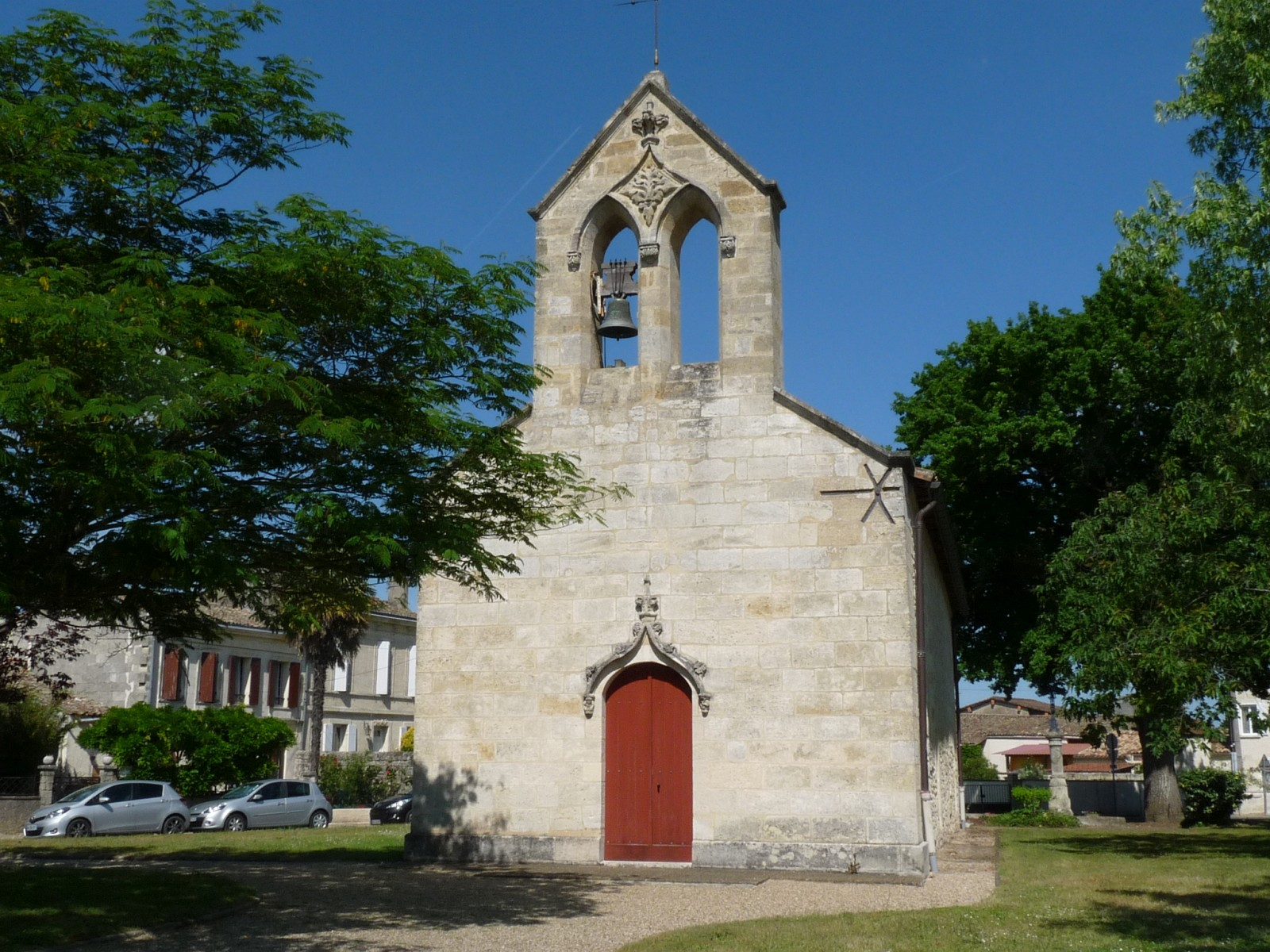
L'église Saint-Georges

L'église Saint-Georges, ruinée au XVIe siècle par les Huguenots, transformée en temple protestant en 1602 a été restaurée au siècle dernier en 1971.
Elle se compose d'une nef unique, d'un chevet plat et d'un clocher-mur à deux baies. Quatre fenêtres ogivales éclairent le sanctuaire.
À l'intérieur, on retrouve le "Golgotha", tableau du peintre Nandor Vagh Weinmann, ainsi qu'une peinture sur bois représentant saint Georges.
Les récentes rénovations du clocher permettent aux cloches de Saint-Georges de résonner à nouveau dans le village.

### Patrimoine environnemental
Les amoureux de la nature seront séduits par les sites verdoyants. Ils pourront faire de longues promenades dans le marais des Brisards, marais réhabilité en observatoire écologique ainsi que sur les rives de l'Isle à la découverte de la pêche au carrelet.[passage promotionnel]